# Alfred Clebsch
Rudolf Friedrich Alfred Clebsch (19. ledna 1833 Königsberg – 7. listopadu 1872 Göttingen) byl německý matematik zabývající se algebraickou geometrií a invariantní teorií.

## Životopis
Alfred Clebsch studoval od roku 1850 matematiku na Albertině v Königsbergu. K jeho učitelům patřil především Otto Hesse, žák Jacobiho. Promoval v roce 1854 s prací Ueber die Bewegung eines Ellipsoids in einer Flüssigkeit. Od roku 1854 pracoval v Berlíně jako učitel na několika školách. Na berlínské univerzitě habilitoval v roce 1858 z matematické fyziky. Na podzim se stal profesorem analytické mechaniky na Polytechnische Schule Karlsruhe, kde působil v období 1858 až 1863. Roku 1863 byl jmenován řádným profesorem v Gießenu, 1868 pak v Göttingenu, kde byl v roce 1872 zvolen rektorem a krátce poté zemřel v 39 letech na záškrt.
Jeho spolupráce s Paulem Gordanem vedla k objevení Clebsch-Gordanova koeficientu, který má široké uplatnění v kvantové mechanice. Rozvíjel také myšlenky Bernharda Riemanna.
Spolu s Carlem Gottfriedem Neumannen založil v roce 1868 matematický časopis Mathematische Annalen.

## Dílo
- Theorie der Elasticität fester Körper. Teubner, Lipsko (1862)
- mit Paul Gordan: Theorie der Abelschen Funktionen. Lipsko (1866)
- Theorie der binären algebraischen Formen. Lipsko (1872)